# Mohammed Rashid Qabbani
Scheich Mohammed Rashid Qabbani (arabisch محمد رشيد قباني, DMG Muḥammad Rašīd Qabbānī; * 15. November 1942 in Beirut) war Großmufti des Libanon und der prominenteste sunnitische Kleriker des Landes. Sein Nachfolger wurde 2014 Scheich Abd al-Latif Daryan.